# Horatio S. Greenough
Horatio Saltonstall Greenough (* 11. Mai 1845 in Bad Gräfenberg, heute Lázně Jeseník; † 2. April 1916 in Neuilly-sur-Seine) war ein US-amerikanischer Zoologe und Initiator des nach ihm benannten Greenough-Typs der Stereomikroskope.

## Leben
Der Geburtsort Bad Gräfenberg – heute in Tschechien gelegen – gehörte damals zu Österreichisch-Schlesien. Seine Eltern stammten aus Boston im US-amerikanischen Bundesstaat Massachusetts. Der Vater Horatio Greenough (1805–1852) war der erste bedeutende Bildhauer der USA. Die Mutter war Louisa (Eliza) Ingersoll Gore (1812–1891). Beide lebten einige Jahre in Florenz, um die Bildhauerkunst der Antike und Renaissance zu studieren. Zur Erholung weilten sie mehrfach in der von Vincenz Prießnitz betriebenen Wasserkur-Heilanstalt in Bad Gräfenberg, wo ihr Sohn Henry Saltonstall, der spätere Horatio S. Greenough, geboren wurde. Während der ersten Lebensjahre musste die Familie gesundheitliche Probleme durchstehen. Erst im Oktober 1851 kam Henry mit seinen Eltern und seinen jüngeren Geschwistern Mary Louise (1847–1854) und Charlotte (1850–1919) in die USA. Ein Jahr darauf starb der Vater. Henry erhielt nun von seiner Mutter die Vornamen des Vaters und eines Onkels: Horatio Saltonstall.
Da die Familie in Cambridge bei Boston in der Nähe der Harvard-Universität wohnte, lernte Henry, alias Horatio Saltonstall, Hochschullehrer wie den Zoologen Louis Agassiz kennen, die sein Interesse für Naturwissenschaften und besonders für Zoologie weckten. Über seine Schulzeit und ersten Studienjahre in Europa gibt es keine gesicherten Quellen. Es ist bekannt, dass er 1866 vermutlich mit einem Schulabschluss nach Boston zurückkehrte und Kurse am Massachusetts Institute of Technology (MIT, damals Boston Tech) in verschiedenen Fächern belegte (Bauingenieurwesen, Chemie, Mineralogie, Astronomie, Experimentalphysik u. a.), jedoch ohne Abschluss. Danach arbeitete er wohl auf Betreiben seines kommerziell tätigen Onkels Henry als Bankangestellter und Immobilienverkäufer. Dabei traf er in der Bostoner State Street auf Abbott Lawrence Lowell, den späteren Präsidenten der Harvard-Universität, fühlte sich ihm lebenslang freundschaftlich verbunden und korrespondierte mit dem Juristen über Politik. 
Ab 1886 lebte Horatio S. Greenough in Paris. Er bildete sich dort zunächst in Histologie weiter, studierte verschiedene marine Organismen an der Atlantikküste und verbesserte optische Instrumente.

## Wirken
Horatio S. Greenough gründete im Jahr 1883 zusammen mit A. Lawrence und dessen Bruder, dem Astronomen Percival Lowell, den Mathematical and Physical Club in Boston, in dem sich Wissenschaftler der Harvard-Universität um den drei Jahre zuvor verstorbenen Mathematiker und Astronomen Benjamin Peirce versammelten. Horatio S. Greenough befasste sich lebenslang mit den damaligen Anregungen sowie der aktuellen mathematischen Literatur. Im Alter versuchte er erfolglos, mit seinen Thesen von Ernst Abbe, Sir John Lubbock alias Baron Avebury und Henri Poincaré anerkannt zu werden. 
Das Hauptinteresse von Horatio S. Greenough galt jedoch der Zoologie. Im Sommer 1885 weilte er in Cotuit, einem Ortsteil von Barnstable auf der Halbinsel Cape Cod. Seine dortigen Beobachtungen beschrieb er in seiner 1886 erschienenen ersten wissenschaftlichen Publikation „Observations on Young Humming-Birds“ in The American Naturalist.
Von 1887 bis 1889 arbeitete er im histologischen Labor bzw. studierte am staatlichen französischen Naturkundemuseum Muséum national d’histoire naturelle (MNHN). 1889 war er Student bei C. H. Georges Pouchet (1833–1894), Professor für vergleichende Anatomie am MNHN. Hier lernte er Zusatzgeräte für die Mikroskopie und bei Laurent Chabry (1855–1894) die für seine entscheidenden Leistungen wichtige Arbeitsweise kennen: dass der Experimentator in der Lage sein soll, seine Instrumente zu modifizieren und gelegentlich auch selbst zu konstruieren. Die Ideen von Laurent Chabry führten ihn zu seinem Prototyp des Kapillarrotators, der ihm erlaubte, frühe Entwicklungsstadien mariner Organismen um eine Achse zu drehen und durch ein monokulares Mikroskop mit hoher Vergrößerung zu beobachten. Seine eigene Idee des Prismenrotators ermöglichte ein Beobachten größerer Organismen bei schwacher Vergrößerung, ohne sie mechanisch fassen oder bewegen zu müssen. Es gelang ihm, diese beiden Nebenapparate als Zeiss-Produkte zu etablieren.
Nach einem Besuch bei dem Zoologen Charles Otis Whitman in Chicago wandte sich Horatio S. Greenough im Juli 1892 brieflich an den Physiker Ernst Abbe, Firma Carl Zeiss, mit dem Wunsch nach einem zweirohrigen Mikroskop, das ein Objekt raumgetreu abbildet. Die Firma Carl Zeiss galt als führend in der Fertigung von Mikroskopen. Ernst Abbe war als Professor an der Jenaer Universität und wegen der wissenschaftlich fundierten Fertigung von Mikroskopen weltbekannt. So war Abbe als Wissenschaftler in der Lage, das Konzept von Horatio S. Greenough nicht nur zu verstehen und weiterzuentwickeln, sondern als Geschäftsführer der Firma Carl Zeiss war er auch in der Position, die technische Entwicklung für diesen neuen Mikroskoptyp zusammen mit seinem persönlichen Assistenten Siegfried Czapski zu bewirken. Letztgenannter erwähnte erstmals den Begriff "orthomorphes Mikroskop" und formulierte die Bedingung: "Das Bild muss in allen seinen Theilen in jedem Mikroskoprohr vom Augenpunkte aus unter gleichen Winkeln erscheinen wie das Object vom Kreuzungspunkte der Hauptstrahlen."
Ein erster Prototyp des Greenough-Mikroskops wurde nach einem persönlichen Treffen mit Abbe Ende 1893 in Jena  gefertigt und ihm im März 1894 nach Paris zugesandt. Horatio S. Greenough urteilte umgehend: “Ich habe es ausprobiert & finde es eine Verbesserung gegenüber allem, was ich bisher gesehen habe, aber ich halte es nicht für eine praktische Lösung meines Problems!” Er missbilligte die Abbe-Porro-Prismen, die vom Feldstecher stammten und die das Anpassen an den Augenabstand sowie seiten- und höhenrichtige Bilder sicherten. Letzteres wollte er mit einem zweiten Objektivpaar als weitere Abbildungsstufe bewirken, wovon er sich durchgängige Visierlinien zwischen dem Objekt und den Augen versprach, was er zum Manipulieren des Objektes für unverzichtbar hielt. Weiterhin wünschte er sehr kleine Lochblenden, um die Schärfentiefe zu erhöhen, was zwangsläufig die Auflösung reduziert und eine intensive Lichtquelle nötig gemacht hätte. 

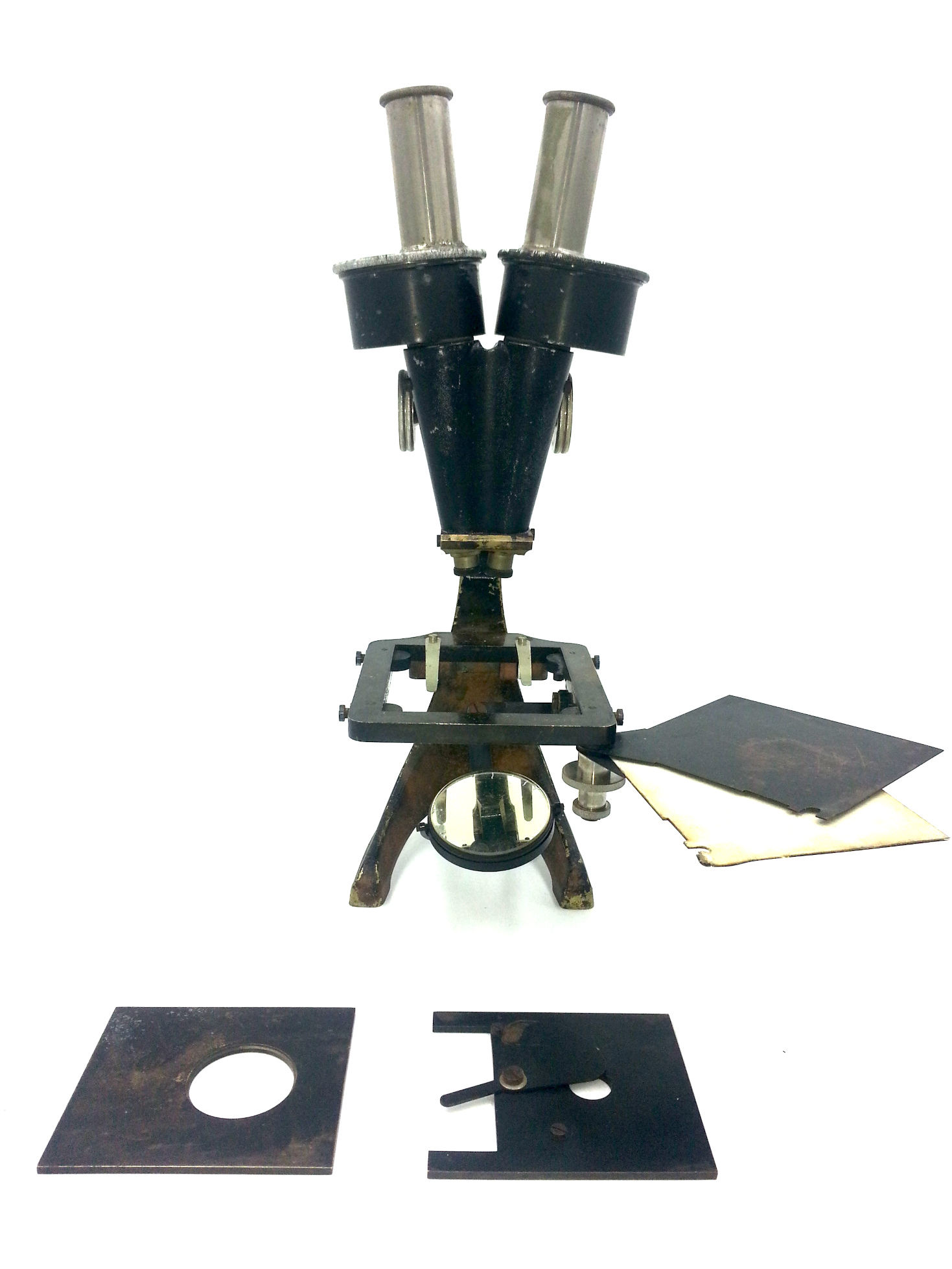
Stereomikroskop Vorserie aus dem Jahr 1897 Frontalansicht

Nachdem Siegfried Czapski - inzwischen einer der Geschäftsführer der Firma Carl Zeiss – im Mai 1897 ein Exemplar der Stereomikroskop-Vorserie (s. Grafik) nach Paris zu Horatio S. Greenough brachte, fiel das Urteil wieder kritisch aus ("das Instrument verdient nicht mehr den Namen Orthomorphes Mikroskop") mit dem ausdrücklichen Wunsch, dass "das vorliegende orthomorphe Mikroskop einige Konstruktionsänderungen erfahren" müsse. Da aber das Instrument kurz vor der Markteinführung seiner kommerziellen Version stand (1898 wurde das Instrument im Katalog beworben), war mit dieser kritischen Bewertung eine Spannung zwischen Horatio S. Greenough und der Firma Carl Zeiss unvermeidlich. So konstatiert Greenough: "Bei allem Respekt, aber es gibt eine entschiedene Meinungsverschiedenheit zwischen uns".  Er lehnte es ab, dass sein Name in irgendeiner Weise mit dem Instrument in Verbindung gebracht wird. Auch ein im Oktober 1901 für ihn modifiziertes Exemplar konnte seine Meinung nicht ändern. Diese Verstimmungen hinderten jedoch nicht, dass 1897 bis 1902 die ersten binokularen Stereomikroskope erfolgreich von der Firma Carl Zeiss vertrieben und spezifische Varianten für Dermatologie und Ophthalmologie entwickelt wurden.

Faksimile eines Briefausschnitts von Horatio S. Greenough an die Firma Carl Zeiss aus dem Jahr 1901

Am 6. April 1901 finalisierte Horatio S. Greenough die „Geometrische Theorie des orthomorphen Mikroskops“ und schickte sie an die Firma Carl Zeiss. In dieser geometrischen Theorie gehen Projektionslinien vom sogenannten C-Metazentrum aus und tangieren den Objektumriss. Aufgrund der Winkel zwischen diesen Linien vergrößern sich durch deren Verlängern ihre Abstände und so erfährt der Objektschatten eine projektive Aufweitung (Dehnung, Dilatation D). Dieser einfachen geometrischen Beziehung folgt das von Greenough eingeführte „Zwergen-Gleichnis“ der Orthomorphie (s. Grafik):
“Next suppose a virtual or imaginary dwarf looking at a real object and let the intersection of the optic axes be the projective metacentre [sic], - then producing the above described metamorphic-projective-pure Dilatation we have a real human observer looking at a virtual object, and if a is the distance between the centres of the pupils of the Dwarf and A that between the centres of the pupils of the real human observer we get of course (1) A/a=D and the extremities of A and a are situated upon a pair of straight lines radiating from the projective metacentre C.”
Als Kontaktpartner von Horatio S. Greenough wurde Siegfried Czapski durch Moritz von Rohr abgelöst. Dieser interpretierte in seiner Arbeit "Das Sehen" das "Zwergen-Gleichnis" und führte später zum Produkt von Carl Zeiss, dem nunmehr sehr erfolgreichen Stereomikroskop aus: "Die Gleichheit der Gesichtswinkel, die H. S. GREENOUGH auf Grund seiner richtigen Theorie forderte, wurde aber nicht immer herbeigeführt. Denn da im allgemeinen das Verlangen nach einer homöomorphen Abbildung nicht lebhaft war, ihre Realisierung bei den vorhandenen optischen Systemen aber gewichtige Mängel im Gefolge hatte, so hat die Zeissische Werkstätte in der Regel davon abgesehen, diese Bedingung zu erfüllen."
Trotz seiner Behauptung, ein „Mann der Wissenschaft“ zu sein, bestand Greenoughs bleibender Beitrag zur Wissenschaft nicht in neuen Erkenntnissen, sondern in neuen Praktiken. In dieser Hinsicht enthalten die wenigen von ihm veröffentlichten Publikationen wertvolle Informationen über den Prozess, der seine Idee für ein stereoskopisches binokulares Instrument hervorgebracht hat, das bei der Arbeit mit größeren mikroskopischen Proben eine dreidimensionale Tiefenwahrnehmung ermöglicht.